# A Football Life
A Football Life ist eine US-amerikanische Dokumentarserie, welche seit 2011 von NFL Films produziert wird und beim Sender NFL Network ausgestrahlt wird. Jede Folge handelt von einem ausgewählten Spieler, Trainer, Funktionär oder Team der National Football League. Freunde, Spieler, Trainer oder Familienmitglieder, welche mit dem Thema zu tun haben, werden dabei interviewt.

## Geschichte
Der Titel der Serie nach einem Zitat Steve Sabols von NFL Films gewählt:

“For a company that prides itself on telling good stories, this is one hell of a story. Dad makes the Hall of Fame. Son’s going to be his presenter. Son gets a brain tumor. Now the story is, Is the son going to be there? Will the son make it? Who knows? I could be around until the Super Bowl in New York [2014]. But I’ve had a lot of time to think …
So they talk about heaven, and I don’t know what is waiting for me up there. But I can tell you this: Nothing will happen up there that can duplicate my life down here. That life cannot be better than the one I’ve lived down here, the football life. It’s been perfect.”

„Für ein Unternehmen, welches stolz darauf ist gute Geschichten zu erzählen, gibt es verdammt viele Geschichten. Der Vater kommt in die Hall of Fame. Der Sohn soll ihn vorstellen. Der Sohn bekommt einen Hirntumor. Nun ist die Geschichte: Ist der Sohn da? Wird der Sohn es schaffen? Wer weiß? Ich könnte da sein, bis der Super Bowl in New York ist. Aber ich habe eine Menge Zeit zum Nachdenken […]
Sie sprechen über den Himmel, und ich weiß nicht, was auf mich dort oben wartet. Aber ich kann Ihnen sagen: Nichts was dort oben passieren kann, wird mein Leben hier unten duplizieren können. Das Leben kann nicht besser als das, das ich hier unten gelebt habe, ein Football-Leben. Es war perfekt.“

Die Premiere fand am 15. September 2011 mit der Ausstrahlung des ersten Teils der Dokumentation über Bill Belichick statt. Die Dokumentation wurde von 657.000 Zuschauern gesehen und wurde damit die meistgesehene Dokumentation in der Geschichte von NFL Network.

## Heimkinoveröffentlichung
Die erste Staffel wurde für Regionalcode 1 auf DVD veröffentlicht.

## Auszeichnungen
| Jahr | Preis             | Kategorie                                       | Episode        | Resultat  |
| ---- | ----------------- | ----------------------------------------------- | -------------- | --------- |
| 2012 | Sports Emmy Award | Outstanding Edited Sports Series/Anthology      | –              | Nominiert |
| 2012 | Sports Emmy Award | Outstanding Promotional Announcement – Episodic | Bill Belichick | Nominiert |

## Episodenliste

### Staffel 1
Die Ausstrahlung der ersten Staffel begann am 15. September 2011. Sie beinhaltet 9 Episoden.
| Nr. | Titel                       | Erstausstrahlung   |
| --- | --------------------------- | ------------------ |
| 1   | Bill Belichick              | 15. September 2011 |
| 2   | Bill Belichick              | 22. September 2011 |
| 3   | Reggie White & Jerome Brown | 29. September 2011 |
| 4   | Kurt Warner                 | 6. Oktober 2011    |
| 5   | Walter Payton               | 13. Oktober 2011   |
| 6   | Ed Sabol                    | 20. Oktober 2011   |
| 7   | Mike Ditka                  | 27. Oktober 2011   |
| 8   | Tom Landry                  | 3. November 2011   |
| 9   | Al Davis                    | 11. November 2011  |

### Staffel 2
Die Ausstrahlung der zweiten Staffel begann am 12. September 2012. Sie beinhaltet 13 Episoden.
| Nr. | Titel                    | Erstausstrahlung   |
| --- | ------------------------ | ------------------ |
| 1   | Tim Tebow                | 12. September 2012 |
| 2   | Ray Lewis                | 19. September 2012 |
| 3   | Tom Coughlin             | 26. September 2012 |
| 4   | Cleveland '95            | 3. Oktober 2012    |
| 5   | The Fearsome Foursome    | 10. Oktober 2012   |
| 6   | Steve McNair             | 17. Oktober 2012   |
| 7   | Eddie DeBartolo          | 24. Oktober 2012   |
| 8   | Chris Spielman           | 31. Oktober 2012   |
| 9   | Jimmy Johnson            | 7. November 2012   |
| 10  | John Riggins             | 21. November 2012  |
| 11  | Barry Sanders            | 5. Dezember 2012   |
| 12  | Marcus Allen             | 12. Dezember 2012  |
| 13  | The Immaculate Reception | 19. Dezember 2012  |

### Staffel 3
Die Ausstrahlung der dritten Staffel begann am 3. September 2013. Sie beinhaltet 22 Episoden.
| Nr. | Titel                    | Erstausstrahlung   |
| --- | ------------------------ | ------------------ |
| 1   | LaDainian Tomlinson      | 3. September 2013  |
| 2   | Don Shula                | 10. September 2013 |
| 3   | Darrelle Revis           | 17. September 2013 |
| 4   | Derrick Thomas           | 24. September 2013 |
| 5   | Steve Sabol              | 1. Oktober 2013    |
| 6   | Matt Millen              | 8. Oktober 2013    |
| 7   | Michael Strahan          | 15. Oktober 2013   |
| 8   | Pat Summerall            | 22. Oktober 2013   |
| 9   | Warren Sapp              | 29. Oktober 2013   |
| 10  | Randall Cunningham       | 5. November 2013   |
| 11  | Cris Carter              | 12. November 2013  |
| 12  | The Forward Pass         | 19. November 2013  |
| 13  | Steve Gleason            | 26. November 2013  |
| 14  | The Great Wall of Dallas | 3. Dezember 2013   |
| 15  | Houston ’93              | 10. Dezember 2013  |
| 16  | Marty Schottenheimer     | 17. Dezember 2013  |
| 17  | Vince Lombardi           | 24. Dezember 2013  |
| 18  | Vince Lombardi           | 31. Dezember 2013  |
| 19  | Tiki & Ronde Barber      | 7. Januar 2014     |
| 20  | Bill Parcells            | 14. Januar 2014    |
| 21  | Jerry Smith              | 21. Januar 2014    |
| 22  | Jerry Rice               | 28. Januar 2014    |

### Staffel 4
Die Ausstrahlung der vierten Staffel begann am 12. September 2014. Sie beinhaltet 17 Episoden.
| Nr. | Titel                          | Erstausstrahlung   |
| --- | ------------------------------ | ------------------ |
| 1   | “Mean Joe” Greene              | 12. September 2014 |
| 2   | Brandon Marshall               | 19. September 2014 |
| 3   | Sean Taylor                    | 26. September 2014 |
| 4   | Warren Moon                    | 3. Oktober 2014    |
| 5   | Eric Dickerson                 | 10. Oktober 2014   |
| 6   | Doug Flutie                    | 17. Oktober 2014   |
| 7   | Terrell Davis                  | 24. Oktober 2014   |
| 8   | Ricky Williams                 | 31. Oktober 2014   |
| 9   | Earl Campbell                  | 7. November 2014   |
| 10  | Csonka, Kiick & Morris         | 14. November 2014  |
| 11  | Lyle Alzado                    | 21. November 2014  |
| 12  | Dick Butkus & Gale Sayers      | 28. November 2014  |
| 13  | Roger Staubach                 | 5. Dezember 2014   |
| 14  | Keenan McCardell & Jimmy Smith | 19. Dezember 2014  |
| 15  | 2006 Rose Bowl                 | 2. Januar 2015     |
| 16  | Bill Walsh                     | 23. Januar 2015    |
| 17  | Joe Namath                     | 30. Januar 2015    |

### Staffel 5
Die Ausstrahlung der fünften Staffel begann am 18. September 2015 und beinhaltet 14 Episoden.
| Nr. | Titel           | Erstausstrahlung   |
| --- | --------------- | ------------------ |
| 1   | Christian Okoye | 18. September 2015 |
| 2   | Dexter Manley   | 25. September 2015 |
| 3   | Jerome Bettis   | Oktober 2, 2015    |
| 4   | Terrell Owens   | 9. Oktober 2015    |
| 5   | Alan Page       | 16. Oktober 2015   |
| 6   | Steve Largent   | 23. Oktober 2015   |
| 7   | Dick Vermeil    | 30. Oktober 2015   |
| 8   | Paul Brown      | 6. November 2015   |
| 9   | Mike Singletary | 13. November 2015  |
| 10  | Charles Haley   | 20. November 2015  |
| 11  | Bruce Arians    | 11. Dezember 2015  |
| 12  | Marshall Faulk  | 18. Dezember 2015  |
| 13  | Ken Stabler     | 25. Dezember 2015  |